# Alex Insam
Alex Insam (Brixen, 19 december 1997) is een Italiaans schansspringer. Hij is de jongere broer van schansspringster Evelyn Insam.

## Belangrijkste resultaten

### Olympische Winterspelen
| Jaar | Plaats      | Resultaten                                              |
| ---- | ----------- | ------------------------------------------------------- |
| 2018 | Pyeongchang | 45e Normale schans 23e Grote schans 11e Landenwedstrijd |

### Wereldkampioenschappen schansspringen
| Jaar | Plaats  | Resultaten                          |
| ---- | ------- | ----------------------------------- |
| 2017 | Lahti   | 45e normale schans 37e grote schans |
| 2019 | Seefeld | 42e HS109 41e HS 130 8e Team HS109  |

### Wereldkampioenschappen skivliegen
| Jaar | Plaats     | Resultaten                |
| ---- | ---------- | ------------------------- |
| 2018 | Oberstdorf | 27e individuele wedstrijd |

### Wereldbeker
Eindklasseringen
| Seizoen   | Algm | SV  | 4S  | RAW |
| --------- | ---- | --- | --- | --- |
| 2016/2017 | 53e  | 32e | 65e | 26e |
| 2017/2018 | 59e  | 44e | 46e | 35e |
| 2018/2019 | 65e  | -   | 54e | 62e |

### Grand Prix
Eindklasseringen
| Jaar | Plaats |
| ---- | ------ |
| 2015 | 70e    |
| 2017 | 32e    |
| 2018 | 32e    |